# Cabrons
 (janvier 2011).
Si vous disposez d'ouvrages ou d'articles de référence ou si vous connaissez des sites web de qualité traitant du thème abordé ici, merci de compléter l'article en donnant les références utiles à sa vérifiabilité et en les liant à la section « Notes et références ».
Les cabrons sont des pièces de bois de charpente. 
Ce sont des « sur-chevrons » de profil trapézoïdal qui permettent la création d'ondes sous revêtement souple. (expl : rouleau de goudron)
Dans l'ordre :   
1. Chevrons
2. Isolant mince
3. Contre latte
4. Volige de 27 mm
5. Cabrons
6. Isolant goudronné
7. Contre latte traitée autoclave
8. Basting 4*10 traité autoclave

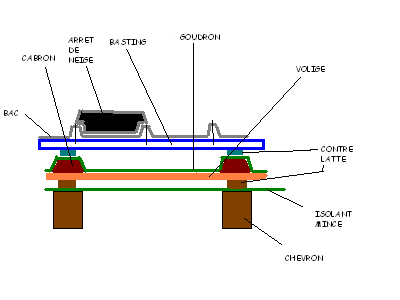
éléments

9. Bac-acier non feutré tirfonné dans bac-acier + "arrêts de neige"